# (474020) 2016 GU29
(474020) 2016 GU29 es un asteroide perteneciente al cinturón de asteroides, descubierto el 9 de febrero de 2005 por el equipo del Mount Lemmon Survey desde el Observatorio del Monte Lemmon, Arizona, Estados Unidos.

## Designación y nombre
Designado provisionalmente como 2016 GU29.

## Características orbitales
2016 GU29 está situado a una distancia media del Sol de 2,346 ua, pudiendo alejarse hasta 2,700 ua y acercarse hasta 1,992 ua. Su excentricidad es 0,150 y la inclinación orbital 1,674 grados. Emplea 1312 días en completar una órbita alrededor del Sol.

## Características físicas
La magnitud absoluta de 2016 GU29 es 18,053.